# حسن علي خان
حسن علي خان (بالهندية: हसन अली؛ بالإنجليزية: Hasan Ali Khan) هو رائد أعمال هندي، ولد في 1951 في حيدر آباد في الهند.